# 左旗一
左旗一（或天箭座α，天箭座5，HIP96757），是位于天箭座的第三亮星，视星等4.39，是一颗G型亮巨星，质量是太阳的四倍，亮度是太阳的340倍。